# Cendres glorieuses
Pour plus de détails, voir Fiche technique et Distribution.
Cendres glorieuses (Tro tàn rực rỡ) est un film dramatique franco-singapouro-vietnamien réalisé par Bùi Thạc Chuyên et sorti en 2022.
Il s'agit d'une adaptation de deux nouvelles, Tro tàn rực rỡ (litt. « Cendres glorieuses ») et Củi mục trôi về (litt. « Le bois pourri flotte »), tirées du recueil de nouvelles Đảo (litt. « L'Île ») de l'écrivain vietnamien Nguyễn Ngọc Tư (vi).

## Synopsis
Situé dans le village côtier de Thơm Rơm (province de Cà Mau), dans le delta du Mékong, le film suit la vie de trois femmes, dont la vie amoureuse est inhabituelle et unique en son genre. Le film est raconté du point de vue de Hau, qui fait l'expérience de la vie avec un mari qui n'a d'yeux que pour une autre femme, et développe son amitié grandissante avec sa rivale.

## Fiche technique
- Titre français : Cendres glorieuses[2],[3]
- Titre original vietnamien : Tro tàn rực rỡ[4]
- Titre chinois : 璀璨的灰烬
- Réalisation : Bùi Thạc Chuyên
- Scénario : Bùi Thạc Chuyên
- Photographie : K'Linh (vi)
- Montage : Julie Béziau
- Musique : Tôn Thất An (vi)
- Société de production : Ân Nam Films, Viet Vision, Fleur de Lys
- Format : couleurs - 1,85:1 - son Dolby Digital
- Pays de production :  Vietnam -  Singapour -  France
- Langue originale : vietnamien
- Durée : 117 minutes
- Genre : drame
- Date de sortie :
  - Japon : 24 octobre 2022 (Festival international du film de Tokyo)[5]
  - France : 22 novembre 2022 (Festival des 3 Continents)[2]
  - Viêt Nam : 2 décembre 2022

## Distribution
- Lê Công Hoàng (vi) : Duong
- Juliet Bảo Ngọc Doling : Hau
- Phương Anh Đào (vi) : Nhan
- Quang Tuấn (vi) : Tam
- Hạnh Thúy (vi) : Loan
- Ngọc Hiệp (vi) : la mère de Duong
- Mai Thế Hiệp (vi) : le moine

L'équipe de Cendres glorieuses au Festival international du film de Tokyo 2022.
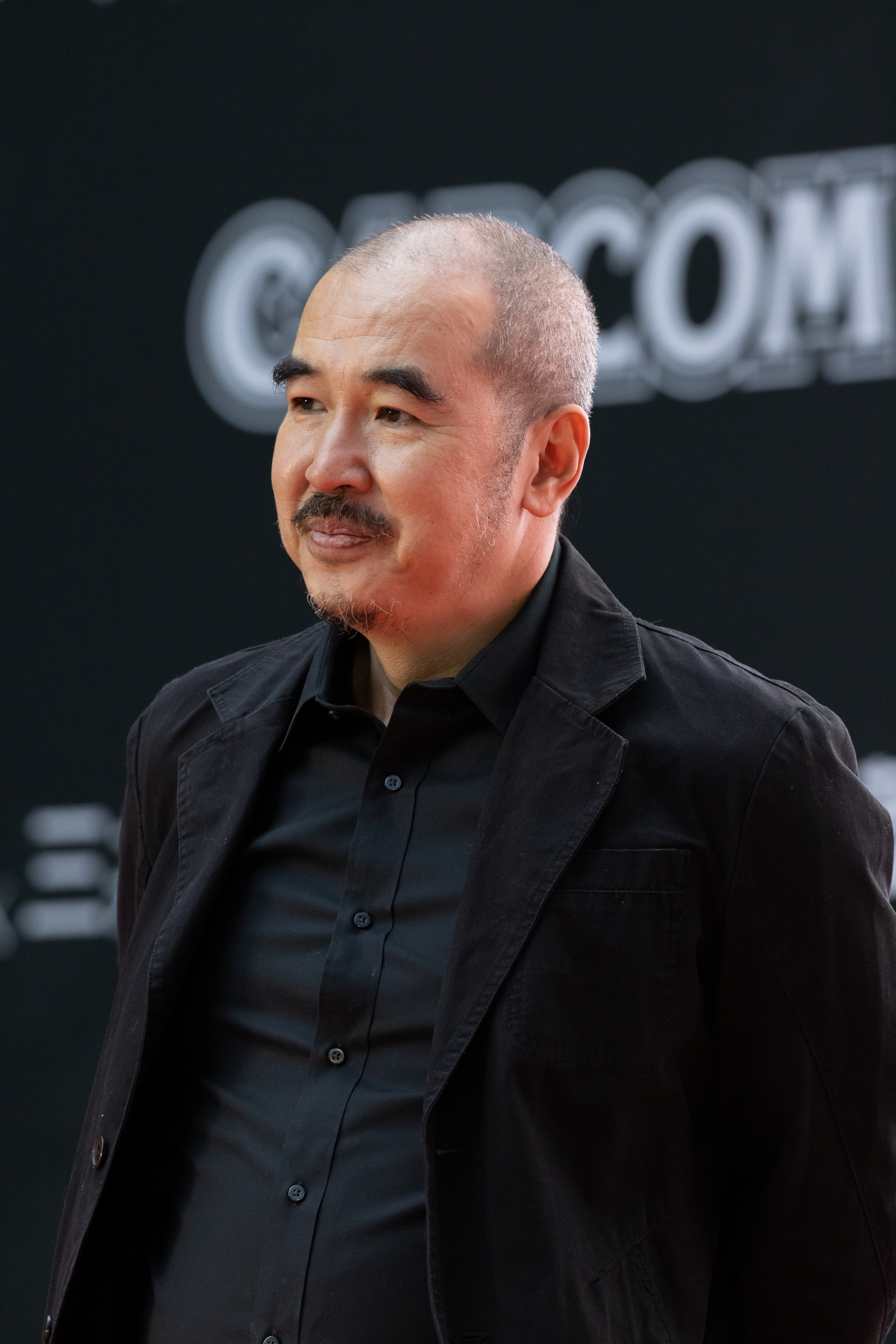
Bùi Thạc Chuyên, réalisateur
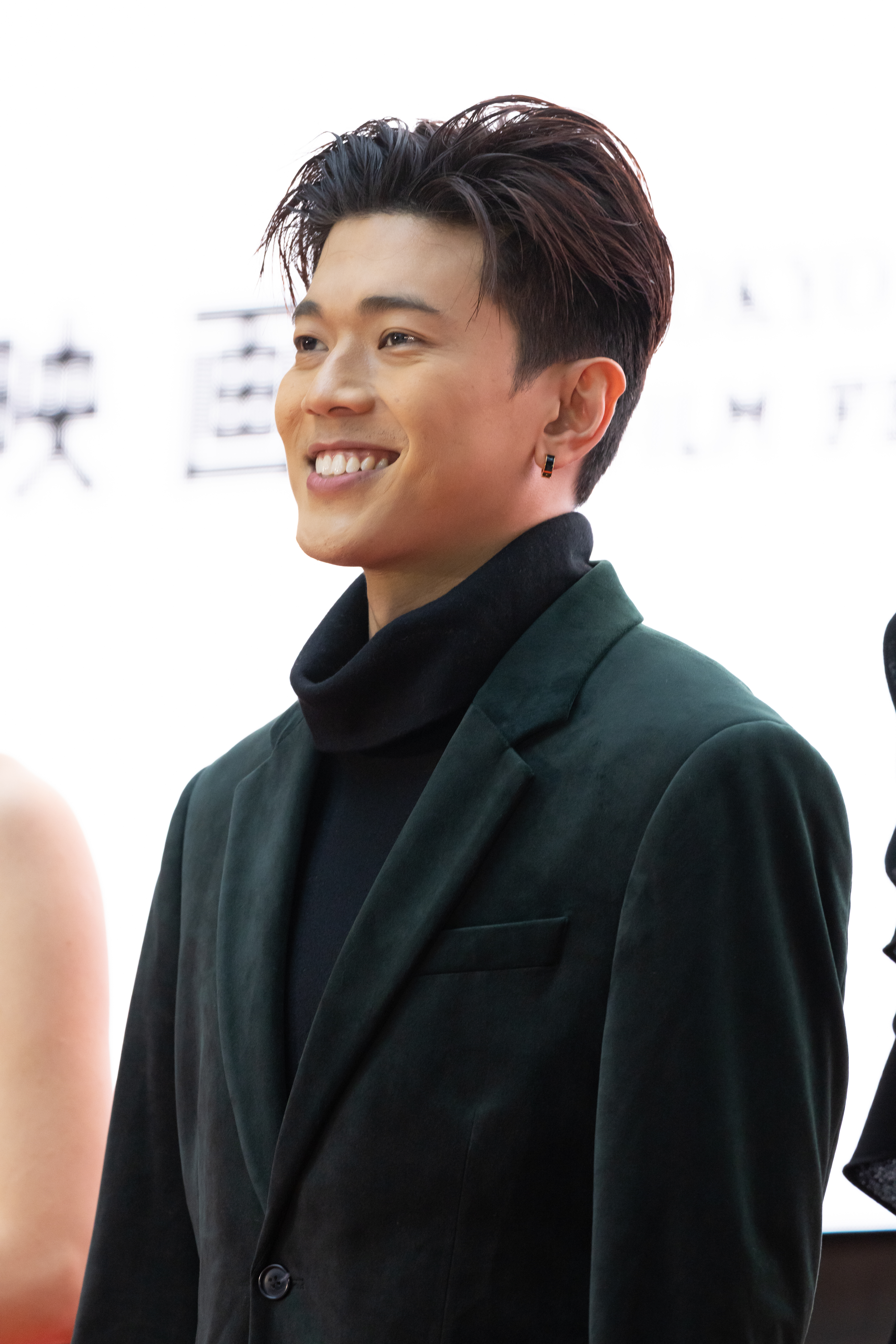
Lê Công Hoàng (vi)
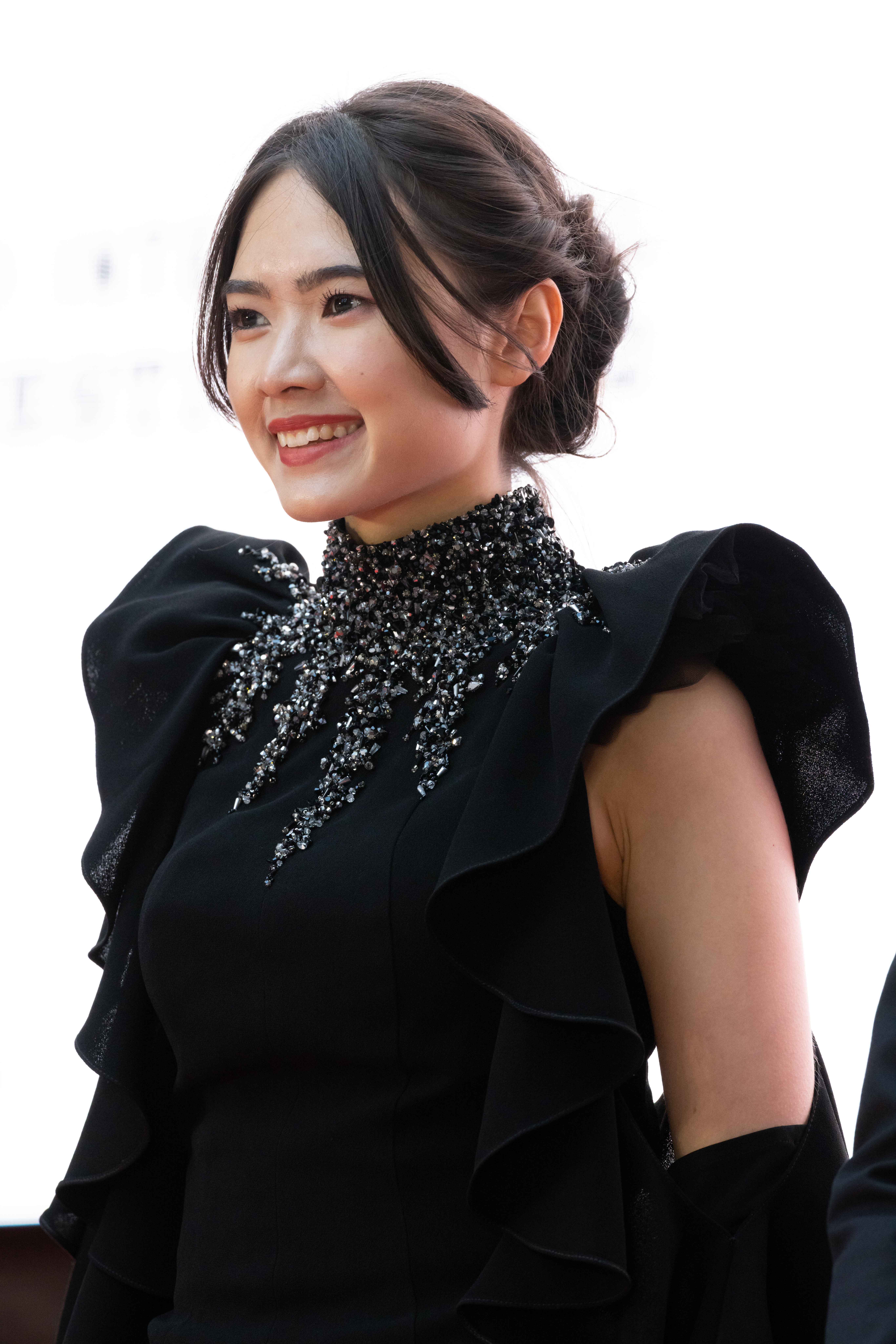
Juliet Bảo Ngọc Doling
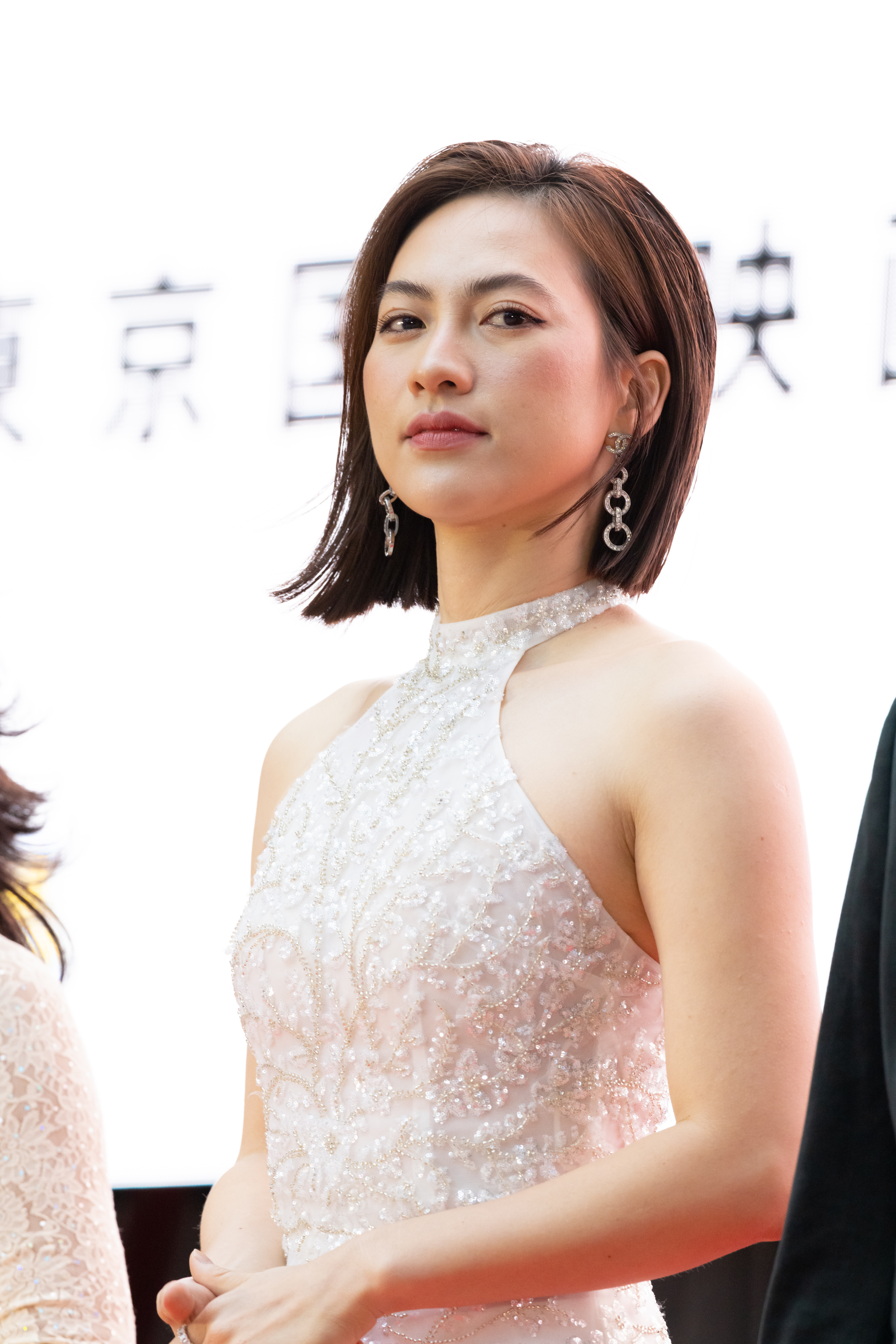
Phương Anh Đào (vi)
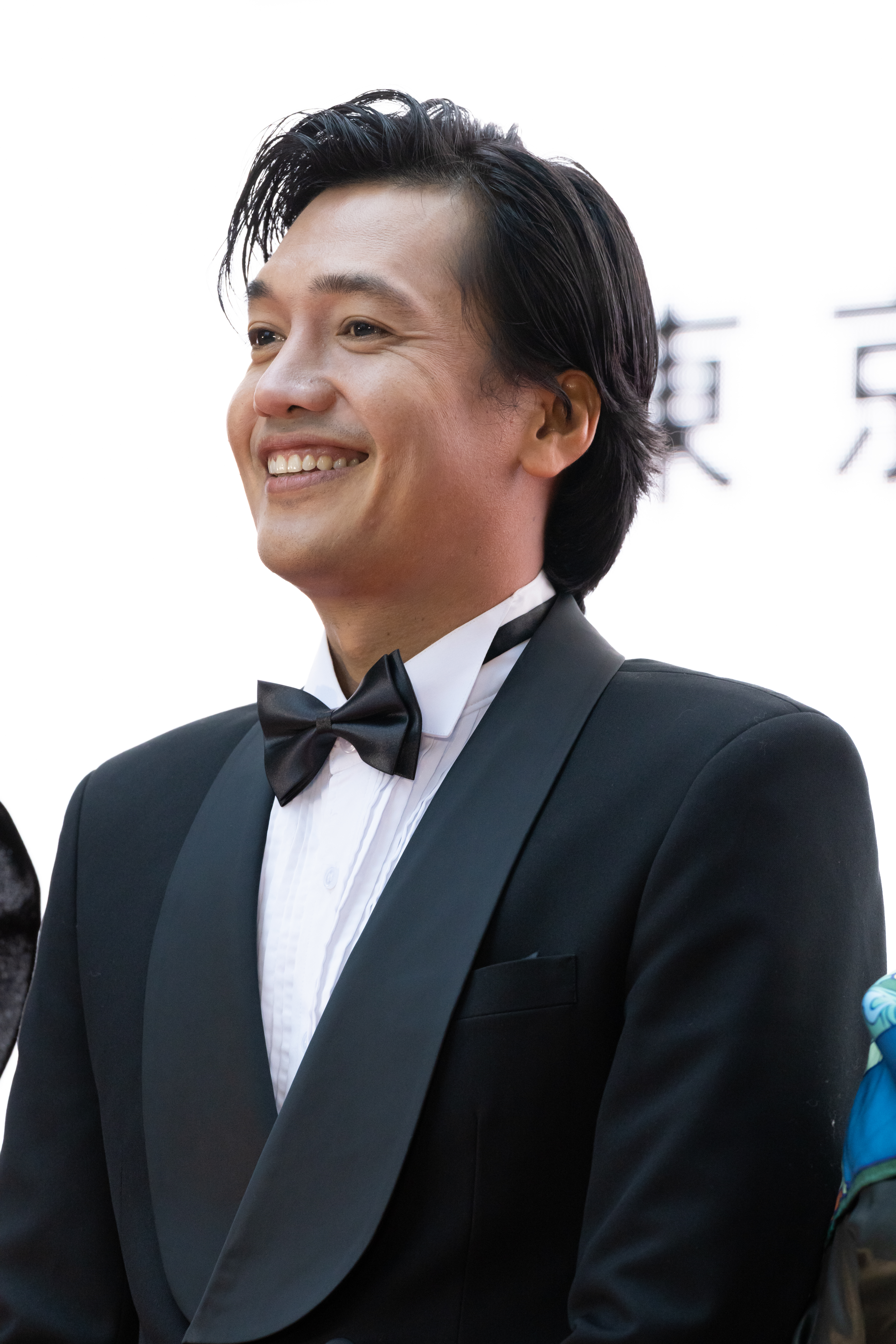
Quang Tuấn (vi)
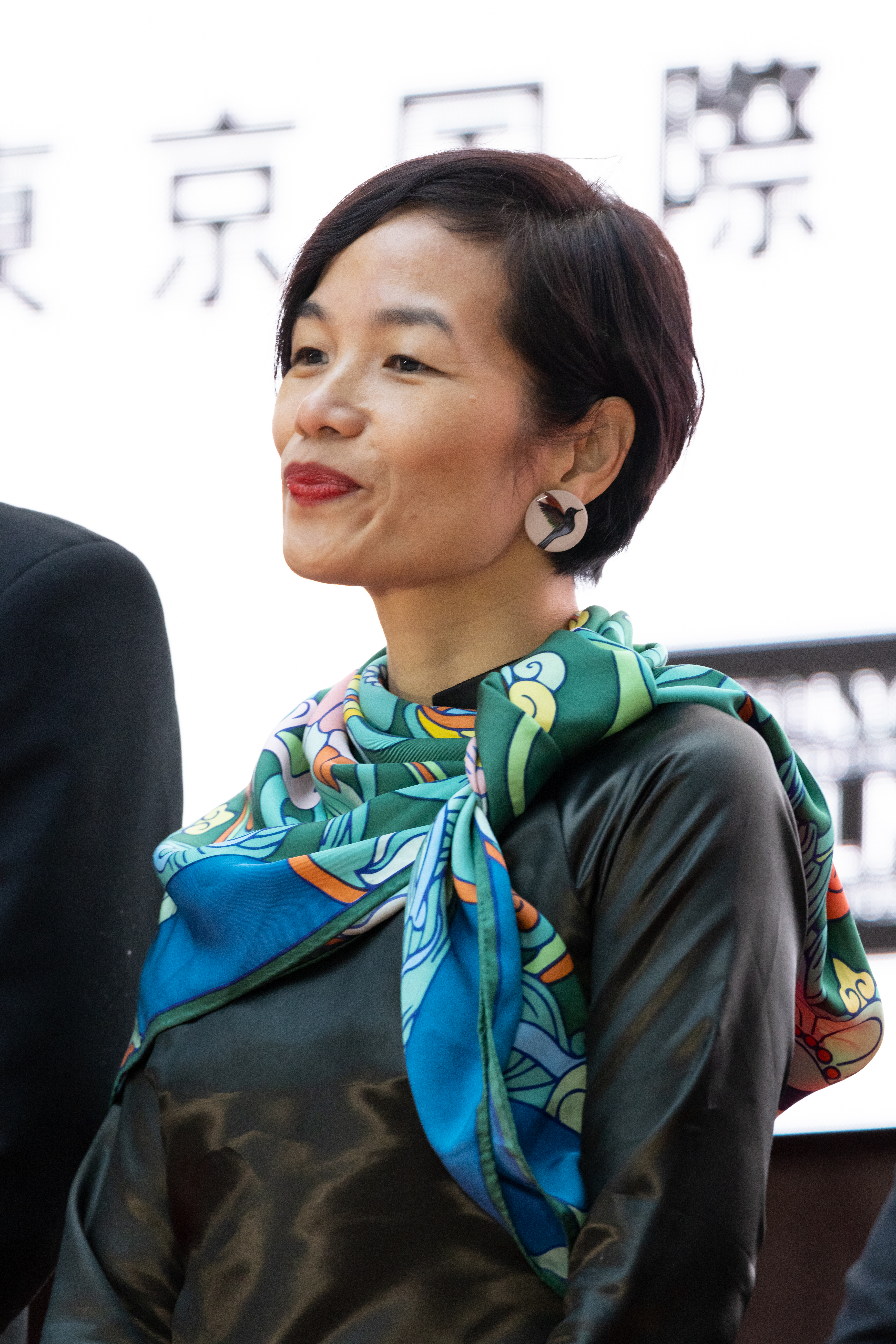
Trần Thị Bích Ngọc, productrice